# Bucătăria portugheză

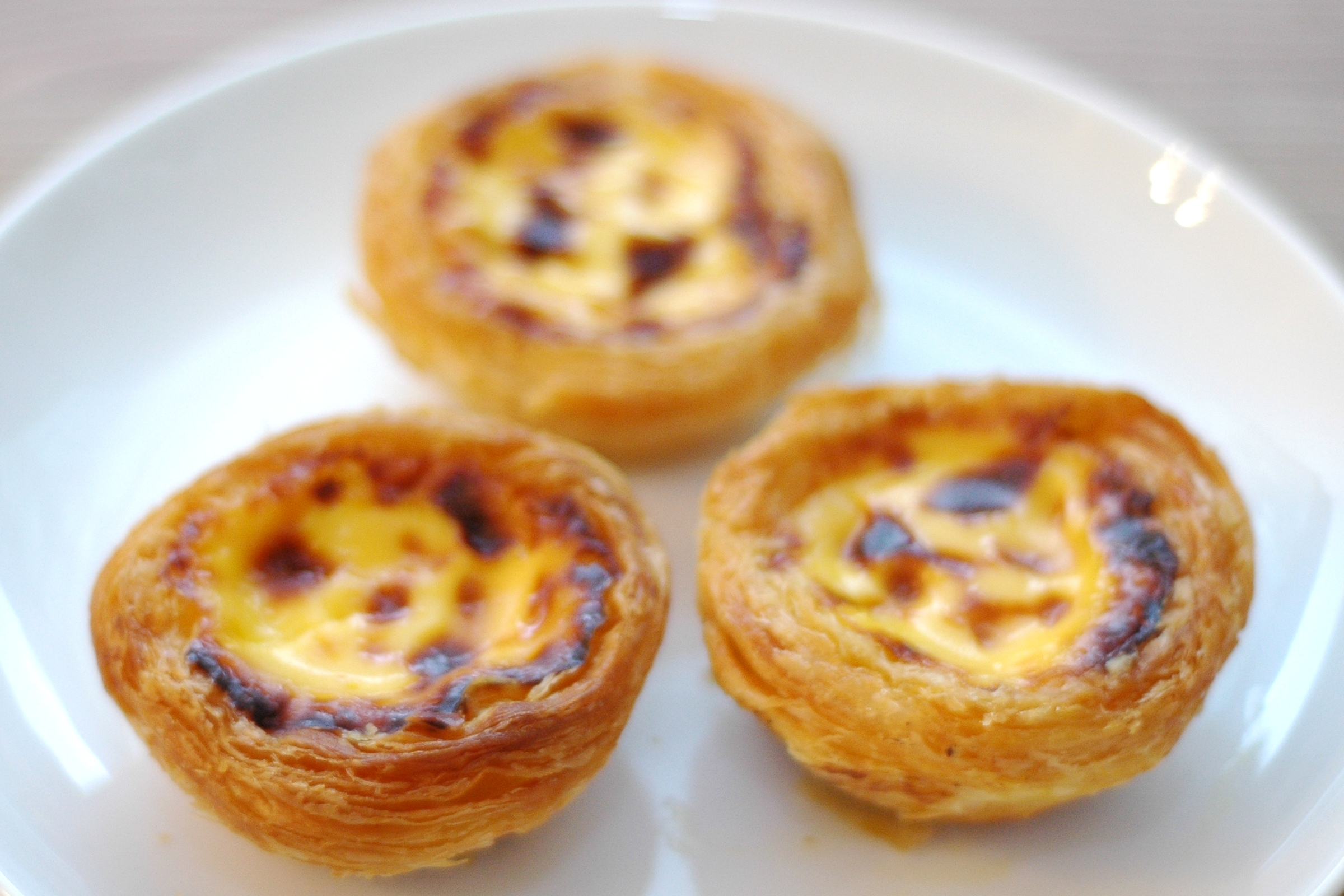
Pastel de nata

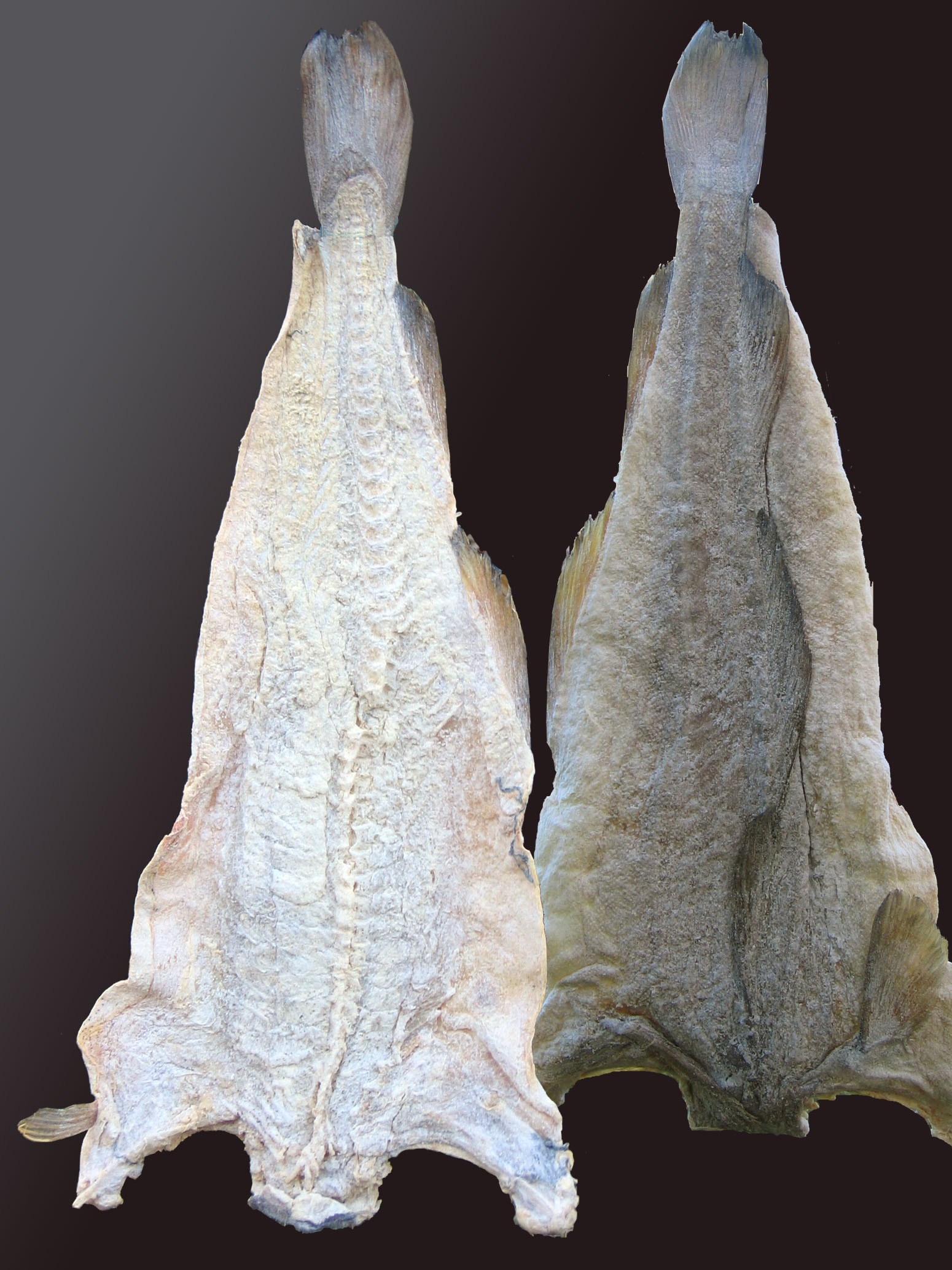
Bacalhau

Bucătăria portugheză este variată, ea urmează în câteva privințe tradiția iberică, dar în plus ,față de aceasta a luat totuși multe caracteristici ale teritoriilor colonizate. După dominația maură, au rămas, de asemenea, multe influențe nord-africane, inclusiv folosirea puternic de zahăr, scorțișoară, condimente și gălbenuș de ou.
În Portugalia Bacalhau este considerat ca specialitate tradițională. Deja din secolul al XIII-lea, acest fel de pește uscat și sărat juca un rol însemnat în alimentația portugheză. Astăzi se spune că există în bucătăria portugheză o rețetă-Bacalhau pentru fiecare zi a anului. Sardelele, în secolul al XVI-lea cel mai ieftin aliment în țară, reprezintă și astăzi o mâncare tradițională (Sardinhas Assadas). Multe alte feluri de mâncare precum Caldeirada, Amêijoas à Bulhão Pato, Rissóis de Camarão sau Arroz de marisco subliniază importanța peștelui și a altor produse marine din bucătăria portugheză. Tot la fel sunt foarte populare sardelele fripte (sardinhas assadas), mai ales în timpul verii.
Specific, de asemenea, sunt și supele, cum ar fi Caldo verde, o supă din gulii, Couve-galega și cartof, care, de obicei, se servește cu Broa (pâine din mălai și cartof) și Chouriço, sau Sopa alentejana cu pâine, ou, coriandru, usturoi și ulei de măsline. În timpul Evului Mediu, în Portugalia, carnea era consumată foarte puțin, deși cârnații (enchidos) sunt larg consumați și există câteva renumite feluri de mâncare din carne precum Cozido à portuguesa sau popularul "sandviș" Francesinha. Frango Assado (pui la grătar), mai ales condimentat cu Piri-Piri (ardei foarte iuți), este astăzi un fel de mâncare răspândit, adus în Portugalia din coloniile africane. În plus, există o lungă tradiție în domeniul brânzei, importante sunt Queijo do Pico, Queijo Serra da Estrela sau Queijo de Azeitão.
Deserturile dețin în Portugalia un loc foarte important. Celebrul Pastéis de nata (Pastéis de Belém) sunt o specialitate de Belém. Unele dintre multe alte deserturi sunt Pastéis de Tentúgal, Ovos moles de Aveiro, sau chiar pe scară largă în special de Crăciun Bolo Rei. În special, în mod tradițional toamna sunt vândute castane prăjite la mici standuri pe străzi.
Portugalia este cunoscută pentru vinul său. De pe vremea romanilor, Portugalia este asociată cu zeul vinului și festivalurilor, Bacchus/Dionis. Unele vinuri portugheze sunt printre cele mai bune din lume. Un celebru vin de specialitate este Vinho Verde. Faimos în lume este Vinho do Porto, în timp ce Vinho da Madeira, este un alt vin celebru din insula Madeira. Există, de asemenea unele fabrici de bere locale.